# Bonfire of Teenagers
Bonfire of Teenagers è un album in studio inedito del cantautore britannico Morrissey.

## Descrizione
Prodotto da Andrew Watt e registrato nel 2020 e nel 2021, il disco è stato descritto da Morrissey come “il miglior album della [sua] vita“ e include una serie di collaborazioni con altrettanti musicisti ospiti, come Iggy Pop, Miley Cyrus, Chad Smith, Flea e Josh Klinghoffer.
Il 25 novembre 2022 è uscito il singolo, Rebels Without Applause, brano che avrebbe dovuto anticipare l'uscita dell'album. Il singolo, il primo negli ultimi tre anni, faceva parte dei set live di Morrissey già da diversi mesi precedenti l'uscita.
La pubblicazione dell'album è stata originariamente annunciata per il mese di maggio del 2021 e poi provvisoriamente posticipata dalla Capitol Records per il mese di febbraio del 2023. Successivamente, la stessa casa discografica, ha definitivamente accantonato qualsiasi ipotesi di uscita dell'album dopo che Morrissey ha rivelato di essersi “volontariamente ritirato da qualsiasi associazione con la Capitol Records“, confermando la fine del rapporto con la label.
Nell'ottobre del 2023 Morrissey, intervistato dal canale Fox 5 New York, disse che la Capitol Records si era offerta di rivendergli i diritti dell'album. Ad aprile del 2024, annunciò di aver riacquistato i diritti sia di Bonfire of Teenagers che dell'album del 2014 World Peace Is None of Your Business, anch'esso distribuito all'epoca tramite Capitol. Al momento il disco è ancora inedito.

## Controversie
In un’intervista rilasciata al Telegraph, l'artista ha parlato di "cultura dell’idiozia" imperante e di censura: “Mi hanno messo il bavaglio. In Inghilterra gli artisti sono tenuti in ostaggio da gente che si oppone a qualunque opinione alternativa“.
Le problematiche che hanno portato alla rinuncia, da parte dell'etichetta, alla pubblicazione dell'album, riguarderebbero soprattutto la title track, Bonfire of Teenagers. Nel testo Morrissey fa riferimento alle vittime dell’attentato di Manchester del 22 maggio 2017, alla fine del concerto di Ariana Grande tenutosi alla Manchester Arena, dove persero la vita 22 persone. Nel testo ci sono diversi riferimenti all'accaduto.
Tra le altre cose Morrissey fa riferimento al fatto che, subito dopo la strage, il singolo degli Oasis (originari di Manchester), Don't Look Back in Anger, venne da molti adottato come inno di amore e solidarietà: “E gli idioti cantano Don’t Look Back in Anger, posso assicurarvi che guarderò indietro con rabbia fino a quando morirò“.
(Morrissey intervistato dal Telegraph, 1984)

### Il featuring di Miley Cyrus
Nel 2020, la cantante americana Miley Cyrus ha registrato i cori per la canzone I Am Veronica. Secondo Morrissey, la Cyrus, ammiratrice di lunga data di lui e degli Smiths, si sarebbe offerta volontariamente per fornire la sua parte vocale per la canzone e, in seguito, anche di apparire nel relativo videoclip. Morrissey aveva descritto favorevolmente il periodo di lavoro con Miley Cyrus, descrivendo "ogni minuto" trascorso con lei come "amorevole e divertente".
Dopo la fine del rapporto con la Capitol Records, nel 2022, Morrissey ha riferito che Miley Cyrus avrebbe richiesto di rimuovere i suoi cori dalla canzone. Successivamente, sono sorte voci secondo cui le opinioni politiche di Morrissey sarebbero state alla base della decisione di Cyrus. Morrissey ha negato la cosa, affermando che la cantante americana si sarebbe "tirata indietro per ragioni estranee a me" ma a causa di "un importante scontro con una figura chiave nel 'cerchio' ", rifiutando però di rivelare chi fosse il soggetto in questione.

## Tracce
1. I Am Veronica (feat. Miley Cyrus)
2. Rebels Without Applause (feat. Chad Smith, Josh Klinghoffer)
3. Kerouac's Crack
4. Ha Ha Harlem (feat. Iggy Pop)
5. I Live in Oblivion
6. Bonfire of Teenagers
7. My Funeral
8. Diana Dors
9. I Ex-Love You
10. Sure Enough, the Telephone Rings
11. Saint in a Stained Glass Window